# Puccinia dioicae
Puccinia dioicae Magnus – gatunek grzybów z rodziny rdzowatych (Pucciniaceae). Grzyb mikroskopijny pasożytujący na roślinach z rodziny astrowatych (Asteraceae). Wywołuje u niej chorobę zwaną rdzą.

## Systematyka i nazewnictwo
Pozycja w klasyfikacji według Index Fungorum: Puccinia, Pucciniaceae, Pucciniales, Incertae sedis, Pucciniomycetes, Pucciniomycotina, Basidiomycota, Fungi.
Takson ten opisał Paul Wilhelm Magnus w 1877 r.
Ma 22 synonimy. Niektóre z nich:
- Puccinia dioicae var. arenariicola (Plowr.) D.M. Hend. 1961
- Puccinia dioicae var. extensicola (Plowr.) D.M. Hend. 1961
- Puccinia dioicae var. schoeleriana (Plowr. & Magnus) D.M. Hend. 1961
- Puccinia dioicae var. silvatica (J. Schröt.) D.M. Hend. 1961
- Puccinia extensicola var. phrymae (Halst.) Arthur 1934

## Charakterystyka
Puccinia dioicae jest pasożytem jednodomowym, tzn. cały jej cykl rozwojowy odbywa się na jednym żywicielu. Spermogonia tworzą się na obydwu stronach blaszki liściowej, ecja tylko na dolnej stronie blaszki. Mają białe, wygięte na zewnątrz ściany. Zarodniki w masie pomarańczowe.
Występuje w Europie, Azji, Ameryce Północnej i Południowej. Jest oligofagiem pasożytującym na licznych gatunkach roślin. Stwierdzono jego występowanie na Centaurea benedicta, Cirsium (arvense, canum, carniolicum, dissectum, eriophorum, erisithales, heterophyllum, monspessulanum, oleraceum, palustre, rivulare, spinosissimum, tartaricum, tuberosum, vulgare). W Polsce podano jej występowanie także na innych gatunkach roślin: stokrotnica górska, jastrun właściwy, mniszek pospolity, chaber łąkowy, chaber nadreński i różne gatunki turzyc.